# Keilbachia ancylonema
Keilbachia ancylonema är en tvåvingeart som beskrevs av Heikki Hippa och Pekka Vilkamaa 2007. Keilbachia ancylonema ingår i släktet Keilbachia och familjen sorgmyggor. Inga underarter finns listade i Catalogue of Life.